# Ateleute nigrocincta
Ateleute nigrocincta là một loài tò vò trong họ Ichneumonidae.